# Cassida inopinata
Cassida inopinata là một loài bọ cánh cứng trong họ Chrysomelidae. Loài này được Sassi & Borowiec miêu tả khoa học năm 2006.